# 克韋韋費勒特山
71°52′S 14°27′E / 71.867°S 14.450°E
克韋韋費勒特山（英語：Kvaevefjellet Mountain）是南極洲的山峰，位於東部南極洲的毛德皇后地，是帕耶山脈的最北端，全長約10公里，該山峰由德國的探險隊發現。